# Anupama himalayensis
Anupama himalayensis là một loài tò vò trong họ Ichneumonidae.